# مسجد حاجی علی‌اکبر
مسجد حاجی علی‌اکبر (انگلیسی: Haji Alakbar Mosque) یک مسجد شیعیان در شهر فضولی بود که در سال ۱۸۹۰ میلادی به دست کربلایی صفی‌خان قره‌باغی و هنراهان ساخته و تکمیل شد. 